# Cirugía sin sangre
El término "cirugía sin sangre" se comenzó a utilizar al inicio del siglo XX, por la actividad del cirujano ortopédico Dr. Adolf Lorenz, que fue conocido como "el cirujano sin sangre de Viena".
Pero actualmente para poder utilizar la expresión cirugía sin sangre alude tanto a técnicas médicas invasivas y no invasivas como a protocolos. El término sin embargo, da lugar a confusión. La técnica quirúrgica consiste en recuperar la sangre que pierde el paciente durante la cirugía se recicla y, después se incorpora de nuevo al organismo de forma segura. Esto requiere el uso de anestesia y de tecnología avanzada que previene o detiene el sangrado excesivo.
Esta expresión no se refiere únicamente a cirugía que no hace uso de sangre o transfusiones de sangre, sino que también se refiere a cirugía que no hace uso de sangre alogénica (de otro sujeto). En la cirugía sin sangre transfunden, más bien, productos realizados de sangre propia del paciente y además, hacen uso de sangre predonada por el mismo paciente para transfusión autóloga.
Los Testigos de Jehová rechazan las transfusiones de sangre principalmente basados en las creencias sobre principios bíblicos relacionados con el abstenerse de sangre y el uso que se le debe dar a la misma, citando textos, específicamente de los libros del Deuteronomio 12:16 y de los Hechos de Apóstoles 15:29.

## Principios de la cirugía sin sangre
La expresión no significa cirugía que no haga uso de sangre o transfusión de sangre. Más bien, se refiere a la cirugía realizada sin transfusión de sangre alogénica, no perteneciente al paciente

Técnicas preparatorias como la eritropoyetina o la administración de hierro están concebidas para estimular la propia eritropoyesis del paciente. Dos estudios y revisiones, aparecidos en PubMed, apoyan esta afirmación:
Fondo: Los agentes estimulantes eritropoyéticos como la eritropoyetina se han utilizado como parte de los programas de manejo de sangre del paciente para reducir o incluso evitar el uso de transfusiones de sangre alogénicas. Se revisa la bibliografía para evaluar el efecto del uso preoperatorio de eritropoyetina sobre el riesgo de exposición a transfusiones de sangre alogénicas perioperatorias.

Conclusiones de la revisión: La eritropoyetina preoperatoria se asocia con una reducción significativa de las transfusiones de sangre alogénicas perioperatorias. Este hallazgo también se confirma entre el subconjunto de pacientes sometidos a cirugía cardíaca y ortopédica. Además, nuestro estudio no demuestra un aumento significativo en el riesgo de complicaciones tromboembólicas con la administración preoperatoria de eritropoyetina.
Un segundo artículo también añade un comentario en la misma línea:
Los pacientes con anemia por deficiencia de hierro preoperatoria pueden tener una recuperación de hemoglobina más temprana y robusta con la terapia de hierro IV preoperatoria que con la suplementación oral de hierro. Un régimen preoperatorio corto de EPO, o una dosis única de EPO más hierro IV en el período preoperatorio o intraoperatorio, puede reducir significativamente las tasas de transfusión (el número necesario a tratar para evitar cualquier transfusión varió de 3 a 6).
En la cirugía, el control del sangrado se consigue mediante el uso del bisturí láser o bisturí armónico (de ultrasonidos), técnicas quirúrgicas mínimamente invasivas, electro cauterios, anestesia de baja presión central venosa para casos específicos, o suturas de vasos
Otros métodos incluyen el uso de sustitución de la sangre, que no portan oxígeno pero expanden el volumen para la prevención del shock.
Hay sustitutos sanguíneos portadores de oxígeno, tales como el  PERFTEC o PERFTORAN, aprobado en México, Rusia, y otros países, o el PolyHeme, (en desarrollo).
Muchos doctores ven la hemodilución normovolémica, una forma de almacenar la propia sangre del paciente, como un pilar de la "cirugía sin sangre", aun así esta técnica no es una opción para los pacientes que rechazan las transfusiones autólogas de sangre.
El Cell Saver (n.t. Rescatador de Células) es un dispositivo que recicla y limpia la sangre de un paciente durante una operación, y la redirige de nuevo a su cuerpo, esta es una técnica denominada intra operative blood salvage o cell salvage.
Post operatoriamente, se busca minimizar posteriores pérdidas de sangre, por administrar de forma continuada medicación la proporción celular sanguínea y por minimizar el número y la cantidad de extracciones de sangre para pruebas, por ejemplo mediante el uso de tubos pediátricos de sangre para pacientes adultos, países tales como China están particularmente familiarizados con estas técnicas.

## Beneficios
Muchos doctores apelan a la Medicina sin Sangre, ya que disminuye el riesgo de una infección postoperatoria en comparación con procedimientos que requieren transfusiones de sangre.

## Literatura
- Blood Substitutes: Principles, Methods, Products and Clinical Trials, v. 1. T.M.S. Chang, Karger Landes, CH-Basel, 1997.

- K.C. Lowe. Blood substitutes: From Chemistry to Clinic. J. of Materials Chemistry, 2006, 16: 4189-4196